# Leptogenys leiothorax
Leptogenys leiothorax är en myrart som beskrevs av Prins 1965. Leptogenys leiothorax ingår i släktet Leptogenys och familjen myror. Inga underarter finns listade i Catalogue of Life.

## Bildgalleri

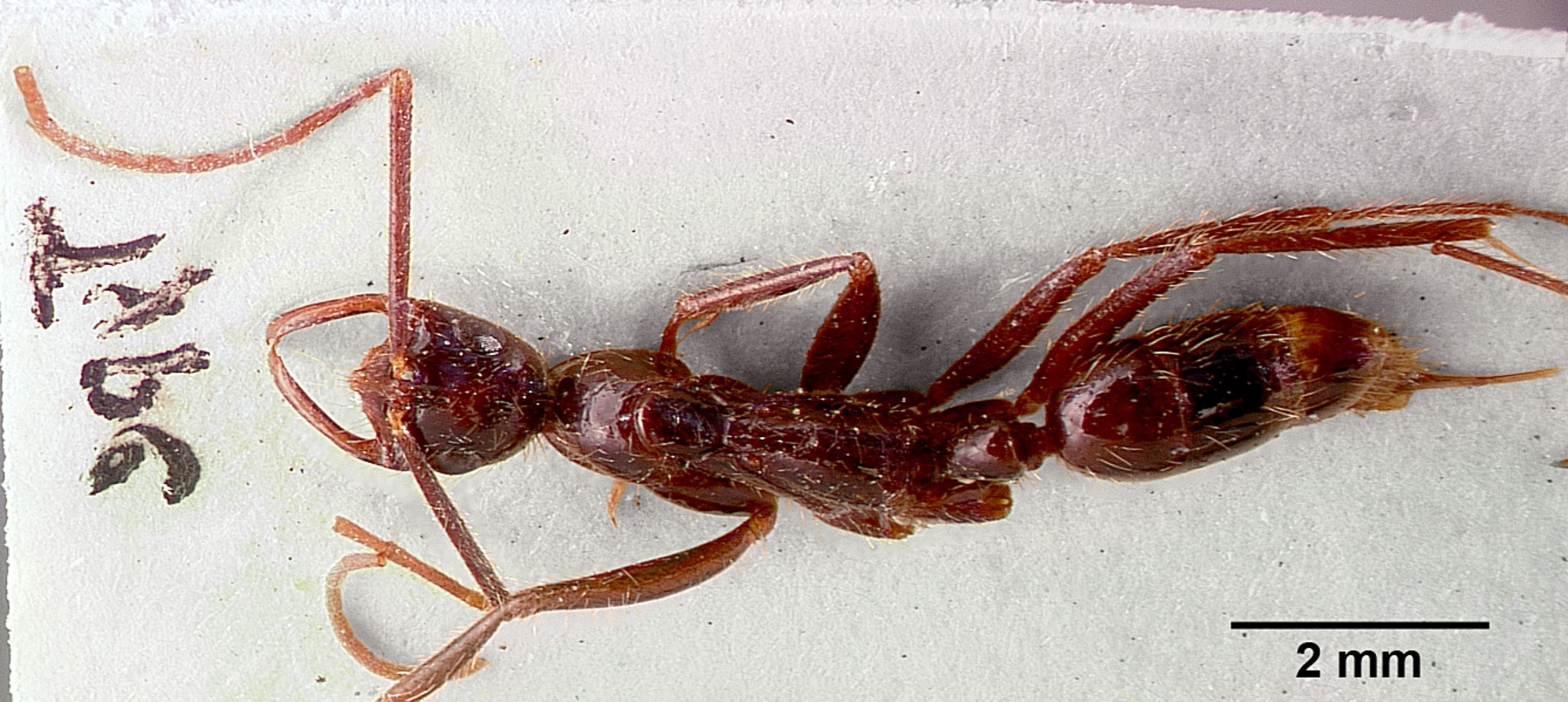
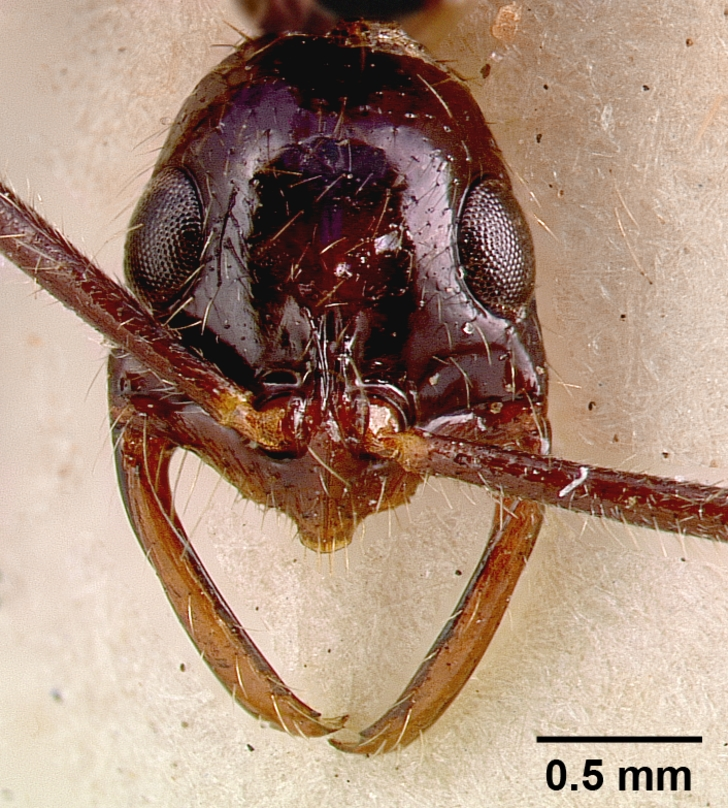
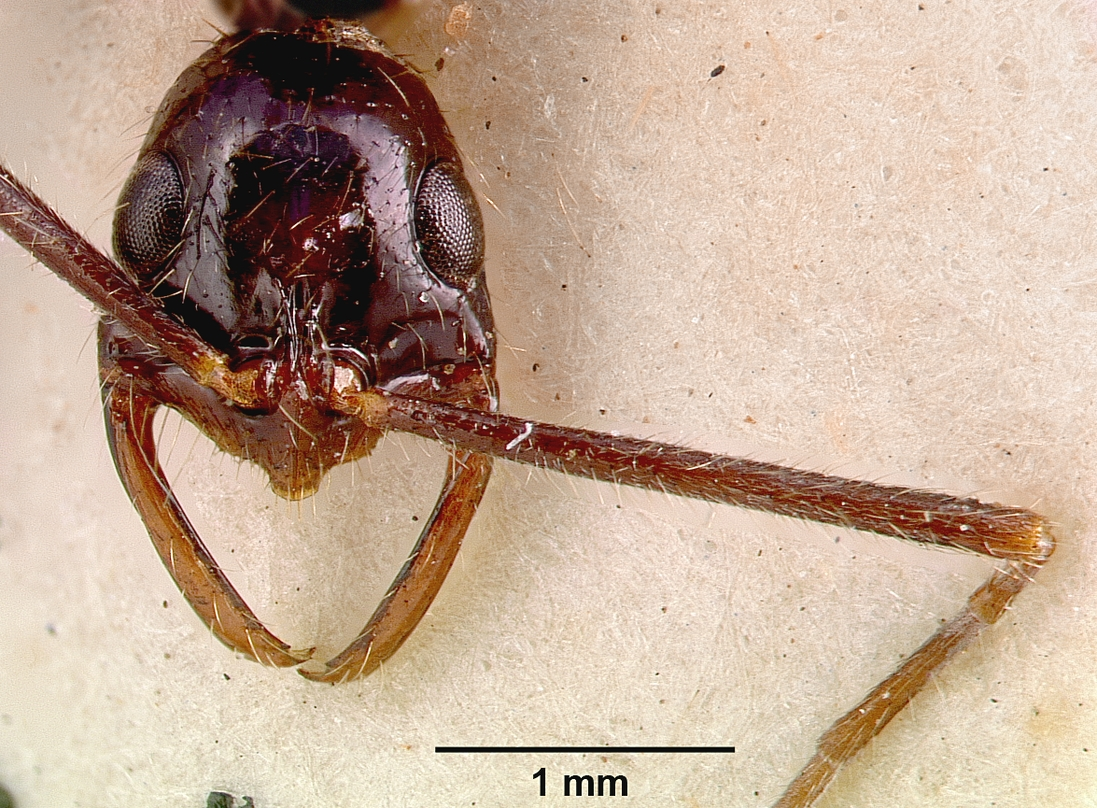
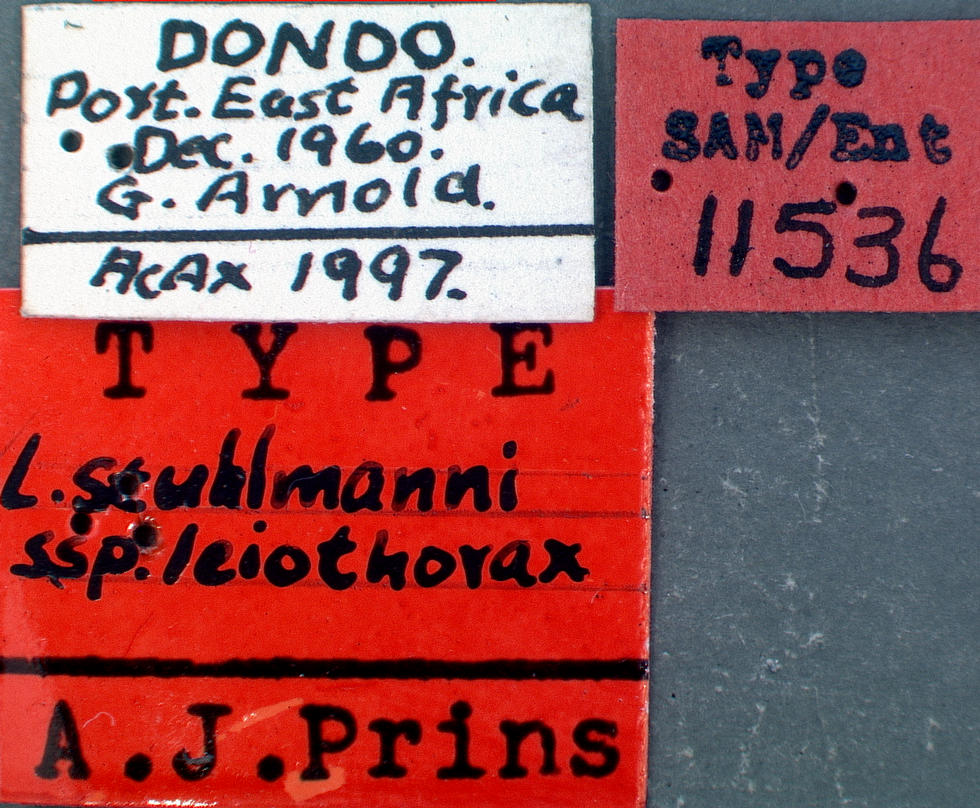
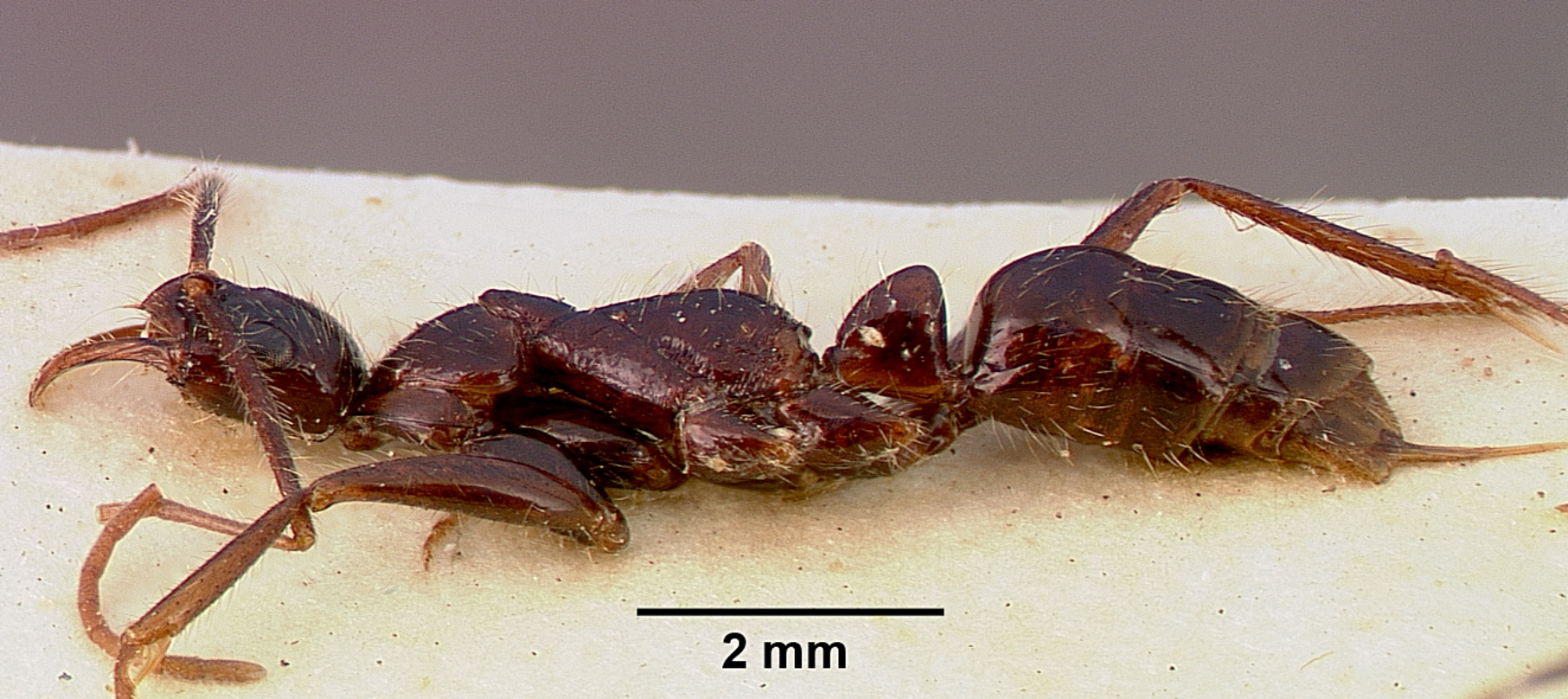
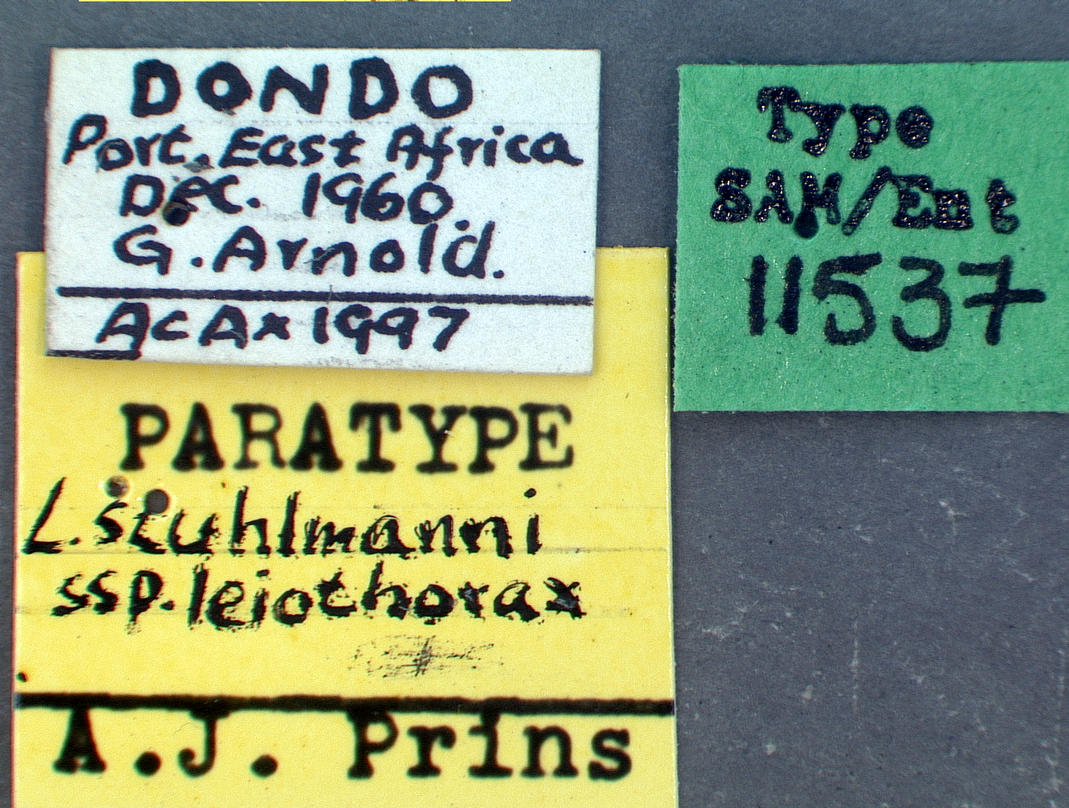